# Adam Enright
Pour les articles homonymes, voir Enright.
Adam Enright, né le 16 novembre 1983 à Rosalind, est un curleur canadien. 

## Palmarès

### Jeux olympiques
| Édition    | Vancouver 2010 |
| Classement | Or             |

### Championnats du monde
| Édition    | Grand Forks 2008 |
| Classement | Or               |